# زاپایار
زاپایار (به اسپانیایی: Zapallar) یک شهرستان در شیلی است که در پتورکا واقع شده‌است. زاپایار ۲۸۸٫۰ کیلومتر مربع مساحت و ۵٬۹۳۳ نفر جمعیت دارد و ۵۰ متر بالاتر از سطح دریا واقع شده‌است.